# Igeltjärnen (Enångers socken, Hälsingland, 681928-157241)
Igeltjärnen är en sjö i Hudiksvalls kommun i Hälsingland och ingår i Nianån-Norralaåns kustområde.